# Мантатова, Татьяна Евгеньевна
Татья́на Евге́ньевна Манта́това — депутат Народного Хурала Республики Бурятия VI созыва.

## Биография
Родилась 31 января 1975 года в городе Зея Амурской области. Родители работали инженерами-гидростроителями на строительстве Зейской ГЭС. Является дочерью Ханхалаева Евгения Казаковича, который являлся депутатом четырех созывов Народного Хурала Бурятии и с 2004 года назначен управляющим Отделением Пенсионного фонда Российской Федерации по Республике Бурятия.
В 1994 году окончила среднюю школу № 49 в городе Улан-Удэ.
В том же году поступила на юридический факультет Бурятского государственного университета (БГУ), который окончила с отличием в 1999 году.
Училась в аспирантуре Института законодательства и сравнительного правоведения при Правительстве России.
В 2007 году защитила кандидатскую диссертацию.
С 2005 по 2009 год преподавала в БГУ, заведовала кафедрой гражданского права и процесса.
С 2009 года руководит медиахолдингом «Ариг Ус», куда входят телекомпания «Ариг Ус», «Радио Сибирь-Байкал», газета «Традиция».
Член Всероссийской общественно-политической партии «Единая Россия».
В 2013 году признана «Самой успешной в Бурятии женщиной-руководителем электронного СМИ».
В сентябре 2013 года Мантатова избрана депутатом Народного Хурала Бурятии по одномандатному избирательному округу № 16.
Временно исполняющий обязанности Главы Бурятии Алексей Цыденов Указом от 16 февраля 2017 года наделил Татьяну Мантатову полномочиями сенатора — представителя от правительства Бурятии в Совете Федерации России. В сентябре 2017 года срок полномочий окончен.
В сентябре 2018 года Мантатова избрана депутатом Народного Хурала Бурятии по одномандатному избирательному округу № 16.

## Семья
Замужем, трое детей.